# Days Before Rodeo
Days Before Rodeo — второй микстейп американского рэпера Трэвиса Скотта, вышедший 18 августа 2014 года независимо на SoundCloud. Название микстейпа означает, что он служит приквелом к следующей работе артиста — альбому Rodeo. Включает в себя гостевые куплеты таких исполнителей как: Young Thug, Big Sean, The 1975, Rich Homie Quan, Migos, T.I. и Pewee Longway.
К своему десятилетнему юбилею микстейп был выпущен на лейблах Cactus Jack и Epic Records на стриминговых сервисах 23 августа 2024 года. Переиздание отличается ремастерингом инструментальных партий и лишено гостевого участия TI. Цифровое делюкс-издание альбома доступно исключительно на сайте Скотта и включает пять дополнительных песен, которые не попали в оригинальную версию.

## История создания и продвижение
В августе 2014, Скотт анонсировал в своём Твиттере, что в течение месяца выпустит 10 новых песен. В тот же день, он также опубликовал название своего нового проекта — Days Before Rodeo. 17 августа 2014 года Скотт выпустил трек-лист и обложку для этого микстейпа.
Первой песней, выпущенной за несколько дней до Родео, была «Don’t Play» с участием американского рэпера Big Sean и английской поп-группы The 1975. Песня была спродюсирована самим Скоттом вместе с Vinylz и Алленом Риттером. При создании бита были использованы семплы из композиций «M.O.N.E.Y.» The 1975 и «If There’s Hell Below» Кёртиса Мейфилда. Джастин Дэвис из Complex прокомментировал, что Скотт и Шон «демонстрируют отличную совместную химию в треке», продолжая свою «полосу совместных песен». Видеоклип на песню в тематике вестерна был выпущен 18 августа 2014 года.
Вторым синглом, выпущенным 18 августа 2014, стала композиция «Mamacita» при участии реперов из Атланты Rich Homie Quan и Young Thug. Продюсированием трека занимались Metro Boomin, DJ Dahi и сам Скотт. При создании композиции был использован семпл песни Бобби Блэнда «(If Loving You Is Wrong) I Don’t Want to Be Right». Видеоклип на сингл вышел 2 декабря 2014, в съёмках приняли Rich Homie Quan и Young Thug.
В качестве основы для обложки была использована фотография с выступления Трэвиса Скотта на Appelsap Music Festival в Амстердаме в 2014 году.
17 августа 2024 года на фестивале Fanatics Fest в Нью-Йорке и La Bob Tour в Мексике Скотт объявил, что Days Before Rodeo скоро выйдет на стриминговых платформах. На следующий день, в день десятой годовщины микстейпа, музыкант сообщил в социальных сетях о выпуске переиздания, а также о том, что на его сайте появится цифровое делюкс-издание микстейпа, в которое войдут треки, записанные им для микстейпа и в итоге не вошедшие в него. 22 августа 2024 года в честь десятой годовщины Days Before Rodeo Скотт дал специальный концерт, собравший более тысячи человек, на сцене Heaven в Masquerade в Атланте, штат Джорджия, где он исполнил большинство песен с микстейпа, а также некоторые другие свои композиции.

## Выпуск и реакция
Days Before Rodeo был выпущен 18 августа 2014 года. На следующий день в своём Твиттере Скотт назвал его «бесплатным альбомом». В настоящий момент Days Before Rodeo, как и дебютный микстейп артиста Owl Pharaoh не размещён на сервисах потокового воспроизведения музыки.
| Оценки критиков        | Оценки критиков |
| Источник               | Оценка          |
| ---------------------- | --------------- |
| XXL                    | [ 8 ]           |
| The Needle Drop        | [ 9 ]           |
| Exclaim!               | [ 10 ]          |
| HotNewHipHop           | 96%             |
| The Early Registration | [ 12 ]          |

Микстейп был встречен критиками преимущественно положительно. Эрик Дип из журнала XXL дал следующий комментарий: «альбом отражает эклектичный продюсерский стиль хьюстонского рэпера, а также его горделивый рэп, схожий со стилями его наставников Канье Уэстом и T.I..» Он также называет микстейп «отличным новым материалом, которого нам не хватало с момента дебютного Owl Pharaoh.»
Интернет-критик Энтони Фантано раскритиковал Days Before Rodeo, назвав его «дорогостоящей, приправленной трэпом, автотюновой глупостью.» Наибольшее разочарование Фантано вызвал низкий уровень текстов композиций, из-за которого, по его словам, даже приглашённые артисты предстают в лучшем свете.
Джейкоб Рой из Thefourohfive суммировал критические реакции на этот проект: «В то время как некоторые могут чувствовать, что он выбирает стиль вместо содержания, все искажения и эдлибы играют определённую цель и роль. Days Before Rodeo докажет, что Трэвис делает всё не просто так. При прослушивании альбома каждая песня играет свою роль, и в целом это создаёт невероятно увлекательный опыт. Хотя его лирические способности могут быть поставлены под сомнение, на самом деле это не приходит вам в голову, когда вы в восторге от произведения, которое он написал для вас. У него есть миссия, и он будет придерживаться её. Не будет преувеличением сказать, что Трэвис Скотт может встать в авангарде нового поколения хип-хопа, которое смотрит более масштабно.»

## Список композиций
| №                   | Название                                            | Автор(ы) | Продюсер(ы)                                              | Длительность |
| ------------------- | --------------------------------------------------- | --- | -------------------------------------------------------- | ------------ |
| 1.                  | «Days Before Rodeo: The Prayer»                     | Жак Уэбстер II Майкл Дин Эбони Ошунринде [англ.] Филип Гласс | Трэвис Скотт Майк Дин WondaGurl [англ.]                  | 3:22         |
| 2.                  | «Mamacita» (при участии Rich Homie Quan и Янг Тага) | Уэбстер Декуантес Ламар Джеффери Уильямс Дин Лиленд Уэйн Дакури Натче [англ.] Рэймонд Джексон [англ.] Гомер Бэнкс [англ.] Карл Хэмптон                              | Трэвис Скотт Дин Metro Boomin DJ Dahi [англ.]            | 4:35         |
| 3.                  | «Quintana Pt. 2»                                    | Уэбстер Дин Джошуа Луэллен | Дин Southside Lil’ C [англ.] AudioKlique                 | 4:59         |
| 4.                  | «Drugs You Should Try It»                           | Уэбстер Дин Райан Войтесак [англ.] Трокон Робертс-младший [англ.]                                                                                                   | Трэвис Скотт Дин Райан Войтесак [англ.] FKi 1st [англ.]  | 3:29         |
| 5.                  | «Don't Play» (при участии the 1975 и Биг Шона)      | Уэбстер Мэтью Хили [англ.] Джордж Дэниел [англ.] Адам Ханн Росс Макдональд Шон Андерсон Дин Андерсон Эрнандес [англ.] Аллен Риттер [англ.] Энтони Килхоффер [англ.] | Трэвис Скотт Дин Vinylz [англ.] Риттер [a] Килхоффер [a] | 4:46         |
| 6.                  | «Skyfall» (при участии Янг Тага)                    | Уэбстер Дж. Уильямс Дин Уэйн | Трэвис Скотт Дин Metro Boomin                            | 5:19         |
| 7.                  | «Zombies»                                           | Уэбстер Дин Лексус Льюис [англ.] | Дин Lex Luger [англ.]                                    | 4:20         |
| 8.                  | «Sloppy Toppy» (при участии Migos и Peewee Longway) | Уэбстер Куэйвиус Маршалл Кершник Болл Киари Сифус Куинси Уильямс [англ.] Дин Робертс Эдна Райт [англ.] Грег Перри [англ.] Анджело Бонд Терранс Харрисон Болден      | Дин FKi 1st                                              | 4:34         |
| 9.                  | «Basement Freestyle»                                | Уэбстер Дин Льюис | Дин Lex Luger Metro Boomin                               | 4:08         |
| 10.                 | «Backyard»                                          | Уэбстер Дин Озан Йылдырым [англ.] Джошуа Скраггс Марвин Гэй Гвен Горди Фукуа [англ.] Сандра Грин                                                                    | Дин Oz [англ.] Syk Sense                                 | 4:31         |
| 11.                 | «Grey»                                              | Уэбстер Дин Таджи Аусар Джозеф Хилл-младший. | Дин Tane Runo Дж. Хилл                                   | 3:48         |
| 12.                 | «Bacc» (бонусный трек)                              | Уэбстер Дин Уэйн | Дин Metro Boomin                                         | 2:13         |
| Общая длительность: | Общая длительность:                                 | Общая длительность: | Общая длительность:                                      | 47:39        |

| №                   | Название                          | Автор(ы)                                                         | Продюсер(ы)                   | Длительность |
| ------------------- | --------------------------------- | ---------------------------------------------------------------- | ----------------------------- | ------------ |
| 13.                 | «Mo City Flexologist»             | Уэбстер Карлтон Мэйс-младший                                     | Honorable C.N.O.T.E.          | 3:33         |
| 14.                 | «Too Many Chances»                | Уэбстер Дин                                                      | Дин                           | 1:57         |
| 15.                 | «Yeah Yeah» (ри участии Янг Тага) | Уэбстер Дж. Уильямс Брайан Симмонс Уэсли Гласс [англ.] Луэллен   | TM88 Wheezy [англ.] Southside | 4:37         |
| 16.                 | «Serenade»                        | Уэбстер Дин                                                      | Дин                           | 3:16         |
| 17.                 | «Whole Lots Changed»              | Уэбстер Чонси Холлис-младший Деррик Коулман Джабрил Абдур-Рахман | Hit-Boy                       | 3:05         |
| Общая длительность: | Общая длительность:               | Общая длительность:                                              | Общая длительность:           | 64:27        |

Примечания
- ↑  означает сопродюсера.
- «Quintana Pt. 2» включает в себя неуказанный в титрах вокал T.I..
- «Grey» включает в себя бэк-вокал от Джеймса Фаунтлероя.

Семплы
- «Days Before Rodeo: The Prayer» содержит семпл композиции Philip Glass «Music Box (Opening Theme)».
- «Don’t Play» содержит интерполяцию песни «M.O.N.E.Y.», написанной и исполненной The 1975.
- «Mamacita» включает в себя семпл композиции "(If Loving You Is Wrong) I Don’t Want to Be Right Бобби Блэнда.
- «Sloppy Toppy» содержит семпл песни «Spend the Night With Me» американской соул-певицы Эдны Райт.
- «Backyard» содержи семпл песни "Distant Lover (Live at Oakland Coliseum, CA, 1974 Марвиня Гэя.